# Pegomya unicolor
Pegomya unicolor este o specie de muște din genul Pegomya, familia Anthomyiidae. A fost descrisă pentru prima dată de Stein în anul 1898. Conform Catalogue of Life specia Pegomya unicolor nu are subspecii cunoscute.